# Cantó de Derval
El cantó de Derval (bretó Kanton Derwal) és una divisió administrativa francesa situat al departament de Loira Atlàntic a la regió de Loira Atlàntic, però que històricament ha format part de Bretanya.

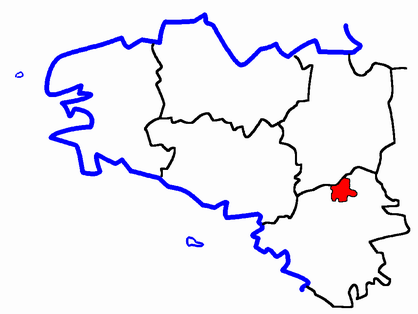
Situació del cantó

## Composició
El cantó aplega 6 comunes: 
| Nom francès              | Nom bretó            | Població | km²    | Codi Postal | Codi INSEE |
| Derval                   | Derwal               | 2.491    | 63,51  | 44590       | 44051      |
| Jans                     | Hentieg              | 989      | 33,21  | 44170       | 44076      |
| Lusanger                 | Luzevieg             | 947      | 35,38  | 44590       | 44086      |
| Mouais                   | Lanvoe               | 259      | 9,93   | 44590       | 44105      |
| Saint-Vincent-des-Landes | Sant-Visant-al-Lann  | 1.323    | 33,70  | 44590       | 44193      |
| Sion-les-Mines           | Hezin-ar-Mengleuzioù | 1.365    | 54,71  | 44590       | 44197      |
| Cantó                    | Derwal               | 7.374    | 230,44 | -           | 4411       |

## Història
| Data d'elecció                           | Identitat   | Partit        | Qualitat |
| ---------------------------------------- | ----------- | ------------- | -------- |
| 1998-                                    | Yves Daniel | Divers gauche |          |
| les dades anteriors no són pas conegudes |             |               |          |
|                                          |             |               |          |